# Sant Mateu
Sant Mateu település Spanyolországban, Castellón tartományban. Sant Mateu Catí, Cervera del Maestre, La Jana, La Salzadella, Tírig és Xert községekkel határos. Lakosainak száma 2004 fő (2024).

## Népesség
A település népessége az elmúlt években az alábbi módon változott:
| Lakosok száma | 1823 | 1956 | 2043 | 2187 | 2118 | 2031 | 1979 | 1963 | 1968 | 2004 |
|               | 2001 | 2004 | 2006 | 2009 | 2011 | 2014 | 2016 | 2019 | 2021 | 2024 |